# Aconitum lycoctonum
Aconitum lycoctonum (L., 1753) è una pianta erbacea perenne appartenente alla famiglia delle Ranunculaceae, originaria dell'Europa centro-settentrionale.

## Etimologia
Il nome del genere (“Aconitum”) deriva dal greco akòniton (= pianta velenosa). La pianta infatti risulta conosciuta per la sua elevata tossicità fin dai tempi dell'antichità omerica. Con questo nome probabilmente veniva indicata una pianta velenosa endemica il cui habitat frequente era tra le rocce ripide di alcune zone della Grecia. Due sono le radici che vengono attribuite al nome: (1) akòne (= pietra) facendo riferimento al suo habitat; (2) koné (= uccidere), facendo ovviamente riferimento alla sua tossicità. Veniva anche usata come simbolo negativo (maleficio o di vendetta) nella mitologia dei popoli mediterranei. L'epiteto specifico (lycoctonum) deriva sempre dal greco, dalla parola lycos (= lupo) e da cthon [χθών] (= uccidere) e significa quindi “uccisore di lupi”; si confronti con il nome di un'altra specie di Aconito, l'Aconitum lupicida, che riprende in latino lo stesso significato.

Il binomio scientifico accettato (Aconitum lycoctonum) è stato proposto da Carl von Linné (1707 – 1778) biologo e scrittore svedese, considerato il padre della moderna classificazione scientifica degli organismi viventi, nella pubblicazione ”Species Plantarum” del 1753.

## Descrizione
La seguente descrizione va riferita alla specie Aconitum lycoctonum s.l. (per i caratteri peculiari delle sottospecie italiane vedi il paragrafo “Sistematica”).
Questi aconiti sono piante erbacee, perenni la cui altezza può arrivare da 4 a 15 dm. La forma biologica è definita come emicriptofita scaposa (H scap), ossia sono piante con gemme svernanti al livello del suolo e protette dalla lettiera o dalla neve, dotate di un asse fiorale eretto e spesso privo di foglie.

### Radici
Le radici sono secondarie da rizoma.

### Fusto
- Parte ipogea: la parte sotterranea del fusto è un grosso rizoma fibroso.
- Parte epigea: la parte aerea è eretta, mediamente ramosa e sparsamente pubescente. La sezione del fusto è cilindrica.

### Foglie
- Foglie basali: le foglie basali sono picciolate; la lamina è pentagonale ed è divisa fino a 1/5 dalla nervatura centrale in 5 (o anche fino a 7-8) segmenti. I segmenti a forma obcuneata o strettamente rombica (larghi ¼ – 1/3 rispetto alla lunghezza) sono a loro volta partiti (divisi) o dentati/lobati. Lunghezza del picciolo: 2 dm. Diametro della lamina: 15 cm.
- Foglie cauline: le foglie cauline sono progressivamente più piccole, sessili, con la lamina più profondamente incisa e i lobi più stretti.

### Infiorescenza
L'infiorescenza è una pannocchia terminale simile ad una spiga. Alla diramazione dei rami sono presenti delle foglie di tipo bratteale. I fiori sono peduncolati. Dimensione dell'infiorescenza: 10 – 25 cm.

### Fiore
Questi fiori sono considerati fiori arcaici, o perlomeno derivati da fiori più arcaici dalla struttura aciclica. Il perianzio è formato da due verticilli: gli elementi esterni hanno una funzione di protezione e sono chiamati tepali o sepali (la distinzione dei due termini in questo caso è ambigua e quindi soggettiva); quelli interni sono dei nettari (in questo fiore la corolla è praticamente assente). I fiori sono pentameri (a cinque elementi) a simmetria zigomorfa (o bilaterale). Il colore del perianzio è giallo (pallido quasi biancastro), ma anche blu chiaro (non per le sottospecie italiane). Dimensione dei fiori: 20 – 30 mm.
- Formula fiorale: per questa pianta viene indicata la seguente formula fiorale:

x K 5, C 2, A numerosi, G 5 (supero)
- Calice: il calice ha cinque sepali (o tepali) di tipo petaloideo, molto diversi fra loro, di cui il superiore ha la forma di elmo o casco a geometria emisferica ma 2 – 3 volte più alto che largo e con alla base un prolungamento a forma di becco. Degli altri sepali due hanno una disposizione laterale a forma ovale; i due inferiori sono più lineari/lanceolati e canalicolati. I sepali non sono persistenti alla fruttificazione. Dimensioni dell'elmo: altezza 33 mm; larghezza 8 mm. Dimensione dei petali laterali: larghezza 9 mm; lunghezza 12 mm. Lunghezza dei petali inferiori: 13 mm.
- Corolla: la corolla è praticamente assente; i petali interni 2 (raramente 5) sono delle foglie trasformate in produttori di nettare ed hanno una forma cilindrica spiraleggiante un po' clavata (a martelletto) e sono incurvati in avanti.
- Androceo: gli stami (scuri) sono numerosi a disposizione spiralata.
- Gineceo: i carpelli (sessili e spiralati) sono 5 (raramente di meno). I pistilli contengono da 10 a 20 ovuli.
- Fioritura: mediamente tra giugno e agosto.

### Frutti
Il frutto è costituito da un aggregato di 3 - 5 capsule o follicoli sessili e polispermi (frutto secco sviluppato longitudinalmente con delle fessure per la fuoriuscita dei semi). Ogni follicolo termina con un becco diritto. All'interno del follicolo sono contenuti dei semi piccoli di colore bruno e dalla superficie rugosa.

## Riproduzione

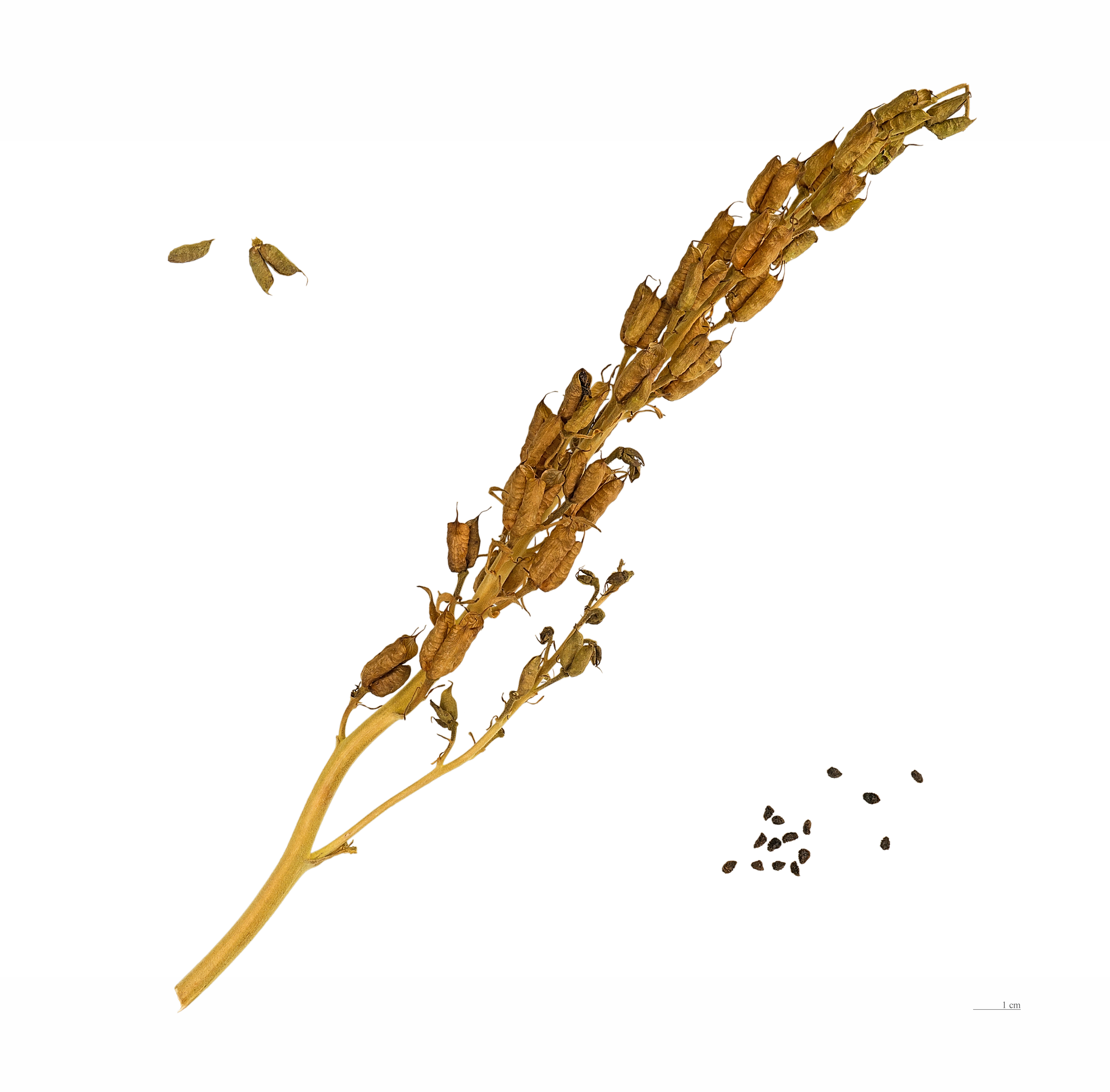
Aconitum lycoctonum subsp. vulparia

- Impollinazione: l'impollinazione è garantita soprattutto da diversi insetti, come api e vespe in quanto sono piante nettarifere (impollinazione entomogama). In alcune ricerche[5] sono stati rilevati anche fenomeni di autoimpollinazione (proterandrìa) attraverso insetti come i bombi. In questo caso gli insetti visitano porzioni diverse della pianta in tempi successivi: prima la parte alta e poi quella bassa. Dal momento che i fiori maturano prima nella parte bassa (il gineceo è ricettivo solamente a maturazione completa del fiore – l'androceo invece matura prima) è così possibile l'autoimpollinazione.
- Riproduzione: la fecondazione avviene sia tramite l'impollinazione dei fiori (vedi sopra), ma anche per divisione del piede (propagazione tipicamente orticola).

## Tassonomia
Il genere Aconitum comprende 250 specie (una dozzina delle quali sono spontanee dei territori italiani) distribuite soprattutto nelle regioni temperate. La famiglia delle Ranunculaceae invece comprende oltre 2000 specie distribuite su circa 47 generi (2500 specie e 58 generi secondo altre fonti). 

Da un punto di vista sistematico (e pratico) le specie di questo genere vengono classificate in base al colore e alla forma del fiore. In questo caso il fiore “Aconitum lycoctonum” appartiene al gruppo delle piante vellutate con cappuccio più alto che largo.

La posizione tassonomica (ma anche la nomenclatura) di questo aconito ha subito più di una revisione e modifica in questi ultimi decenni. Basta far notare che Sandro Pignatti nella “Flora d'Italia” considera le due sottospecie presenti nella flora italiana come due specie separate con le denominazioni di Aconitum vulparia Rchb. e Aconitum lamarckii Rchb. anche se in una nota precisa che per alcuni Autori le due specie andrebbero accomunate in un'unica denominazione. Attualmente i testi più aggiornati tendono a raccogliere le molte varietà individuate per questa pianta in un unico taxon con la seguente denominazione: Aconitum lycoctonum L. emend. Koelle. 

Il numero cromosomico di A. lycoctonum è: 2n = 16.

### Variabilità
Come tutte le specie di Aconitum, anche questa si presenta con grande variabilità facilitata da cause di isolamento e di ibridazione e di conseguenza con problemi di classificazione (vedi sopra). La variabilità di questa specie (e delle sue varie sottospecie) si manifesta in molti caratteri: la lunghezza dei segmenti delle foglie, il tipo di infiorescenza (lassa o densa), l'altezza del fusto (specialmente negli Appennini si hanno individua mediamente più alti). In particolare la pelosità dell'infiorescenza può essere data da peli semplici o ghiandolari, oppure con peli a forma ricurva oppure a disposizione appressata o patente. 

Nell'elenco che segue sono indicate alcune sottospecie non presenti in Italia a parte le due descritte più avanti (l'elenco può non essere completo e alcuni nominativi sono considerati da altri autori dei sinonimi della specie principale o anche di altre specie).
Varietà di Aconitum lycoctonum
Sottospecie:
- subsp. carpaticum (DC.) Dostál (1950)
- subsp. croaticum (Degen & Gáyer) Graebner & Graebner fil. (1929)
- subsp. gracilescens (Gáyer) Graebner & Graebner fil. (1929)
- subsp. lasianthum (Reichenb.) Graebner & Graebner fil. (1929)
- subsp. lasiostomum (Rchb. ex Besser) K.Warncke (1825)
- subsp. moldavicum (Hacq.) Jalas (1985)
- subsp. neapolitanum Nyman
- subsp. orientale Schmalh. (1895)
- subsp. pantocsekianum (Degen & Baldacci) Graebner & Graebner fil. (1929)
- subsp. pauciflorum (Host) Graebner & Graebner fil. (1929) (endemica dell'Austria)
- subsp. penninum (Ser.) Graebner & Graebner fil. (1929)
- subsp. platanifolium (Degen & Gáyer) Holub (1993)
- subsp. puberulum (Ser.) Graebner & Graebner fil. (1929)
- subsp. ranunculifolium (Reichenb.) Schinz & Thell. (1914)
- subsp. septentrionale Koelle
- subsp. thalianum (Wallr.) Graebner & Graebner fil. (1929)
- subsp. vulparium Nyman

Varietà:
- var. altissimus (Miller) DC. (1817)
- var. barbatum (Pers.) Finet & Gagnep.(1861)
- var. brevicalcaratum Finet & Gagnep. (1904)
- var. caeruleum Wahlenb. (1814)
- var. circinatum H. Lév. (1909)
- var. cynoctorum Trautv. & C.A. Mey. (1856)
- var. efoliatum Rapaics
- var. fallax Gren. & Godr.
- var. laxiflorum DC. (1817)
- var. micranthum Regel (1884)
- var. orientale Regel (1861)
- var. penninum Ser. (1823)
- var. puberulum Ser. (1923)
- var. ranunculoides Finet & Gagnep. (1904)
- var. thalianum Wallr. (1822)

Forma:
- fo. bracteatum Finet & Gagnep. (1904)
- fo. umbrosum Korsh. (1892)

### Descrizione sottospecie italiane
In Italia allo stato spontaneo si trovano due sottospecie:

#### Sottospecieneapolitanum

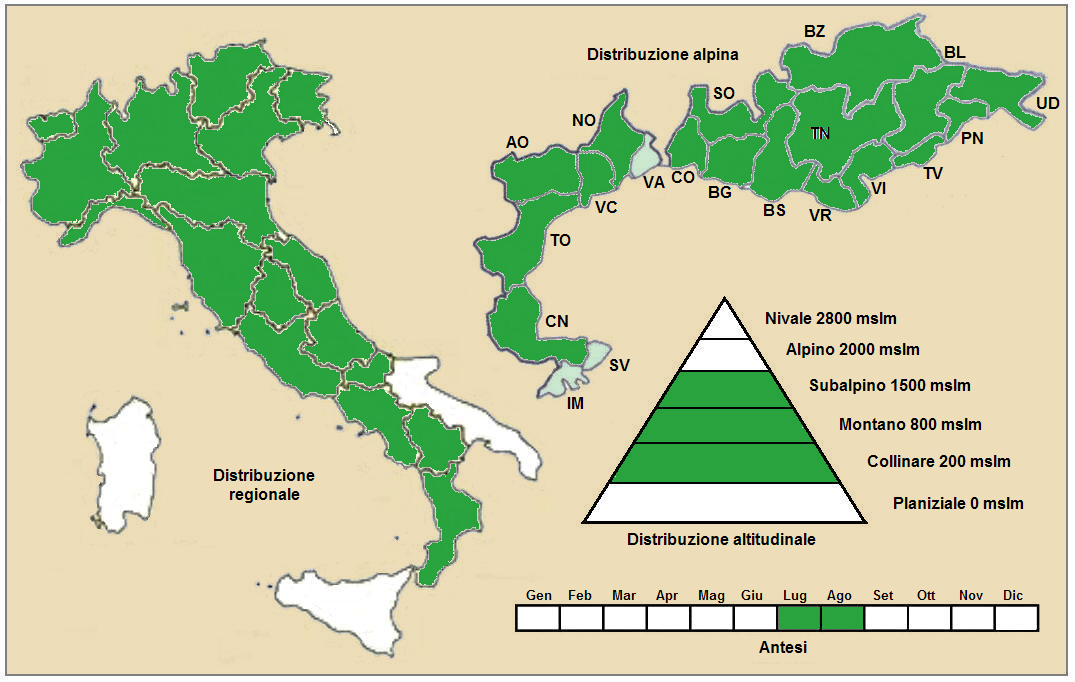
Distribuzione della pianta

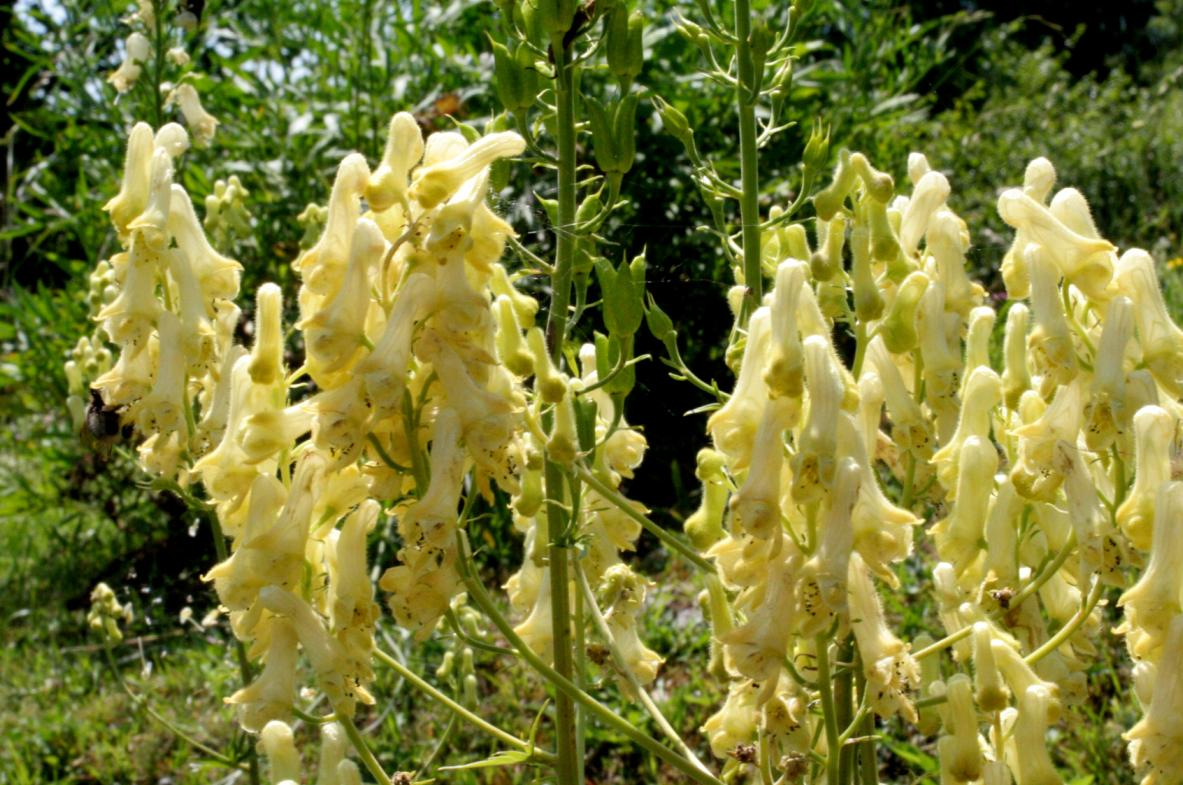
Il portamento Località: Giardino Botanico Alpino "Giangio Lorenzoni", Pian Cansiglio, Tambre d'Alpago (BL), 1000 m s.l.m. - 16/07/2009
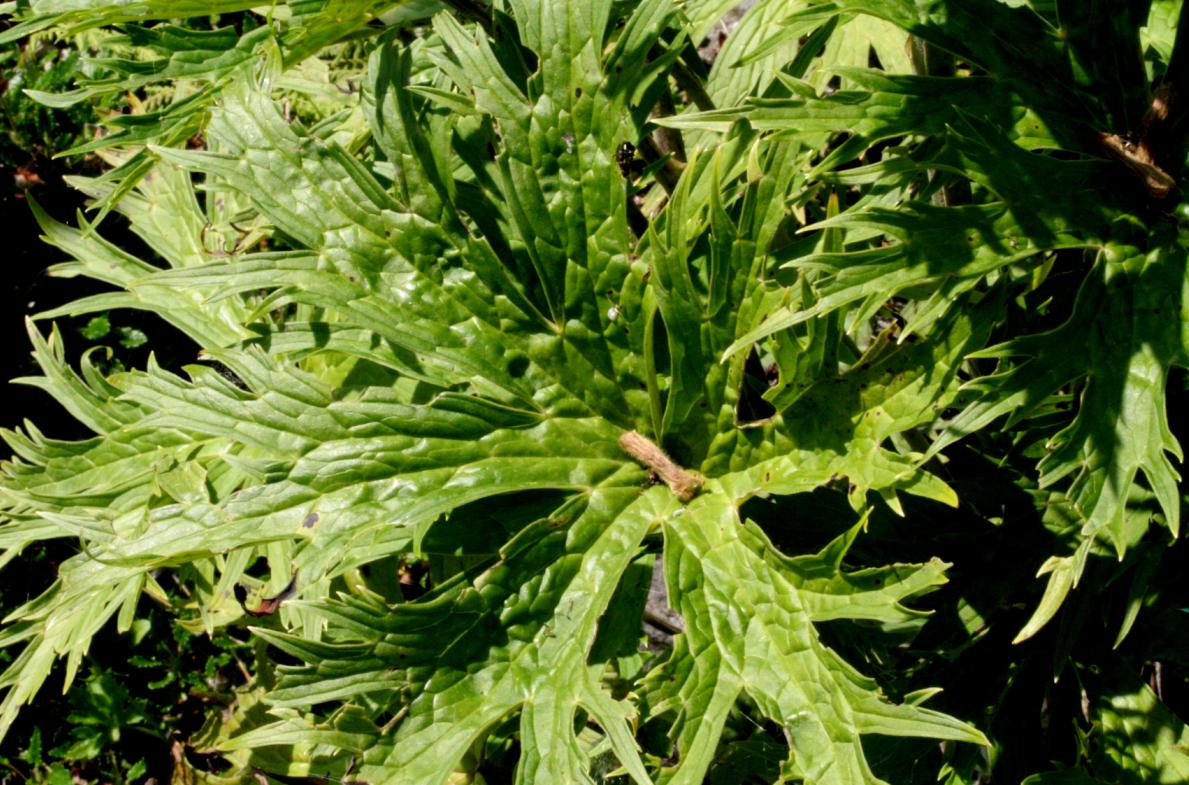
Le foglie Località: Giardino Botanico Alpino "Giangio Lorenzoni", Pian Cansiglio, Tambre d'Alpago (BL), 1000 m s.l.m. - 16/07/2009
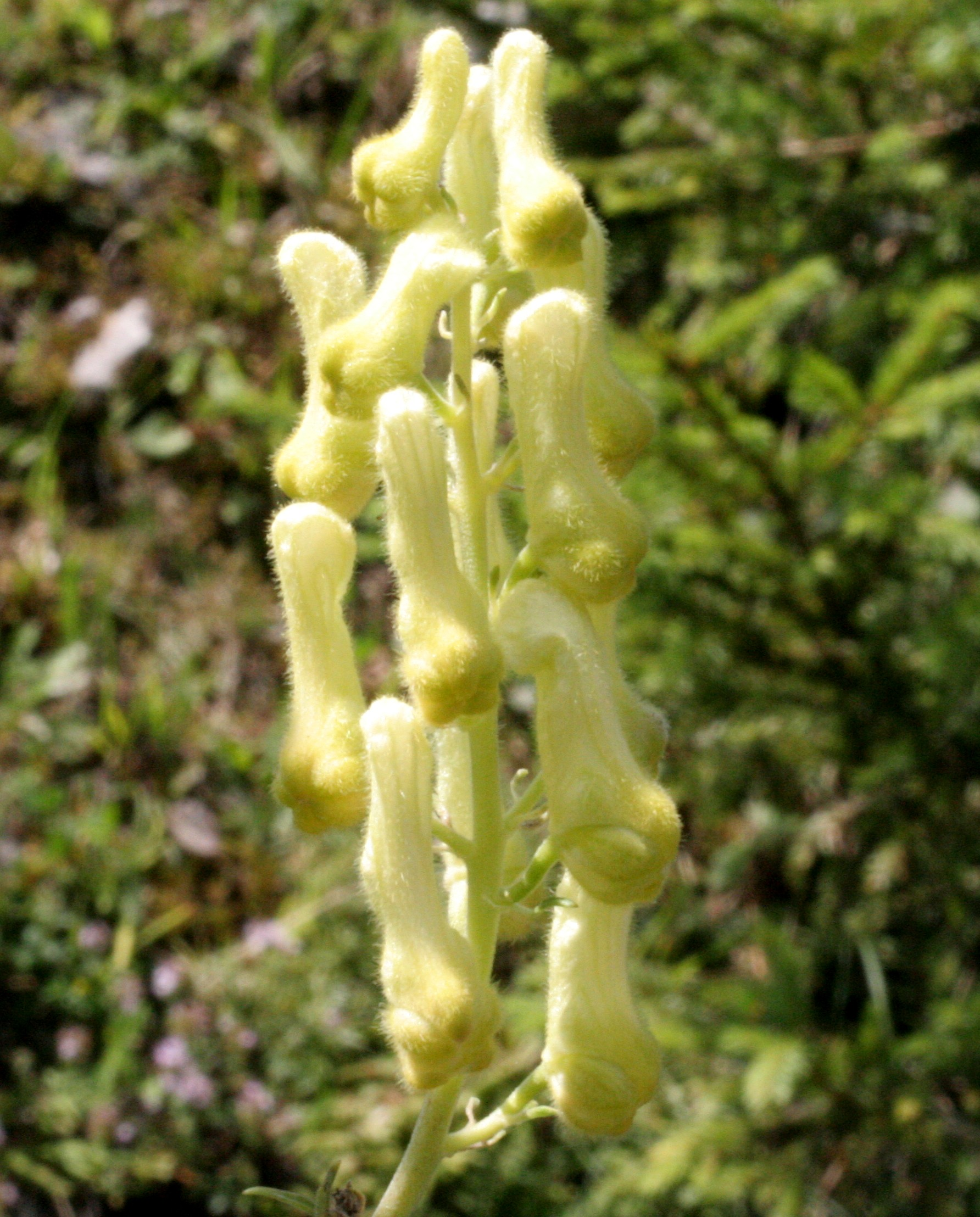
Infiorescenza Località: Giardino Botanico Alpino "Giangio Lorenzoni", Pian Cansiglio, Tambre d'Alpago (BL), 1000 m s.l.m. - 16/07/2009
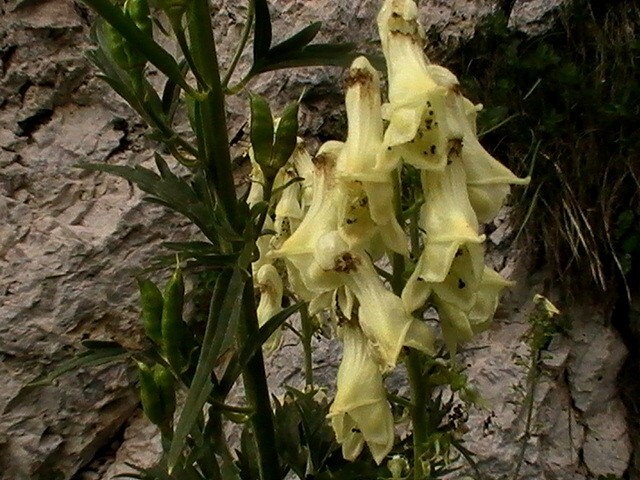
Fiori e frutti Località: Giardino Botanico Alpino "Giangio Lorenzoni", Pian Cansiglio, Tambre d'Alpago (BL), 1000 m s.l.m. - 12/08/2009

- Denominazione scientifica: Aconitum lycoctonum L. subsp. neapolitanum (Ten.) Nyman (1878).
- Basionimo: Aconitum neapolitanum Ten. (1830).
- Nome comune: “Aconito di Lamarck”. Questo nome comune (derivato da uno dei primi nomi scientifici di questa sottospecie) è in onore al botanico francese Jean-Baptiste de Lamarck.
- Altezza della pianta: da 5 a 15 dm.
- Foglie: il segmento mediano ha una lacinia (o lobo) centrale più lunga della metà della lamina; contrariamente nell'altra sottospecie italiana, vulparia questa lacinia è lunga meno della metà della lamina; il colore delle foglie di questa sottospecie è verde chiaro.
- Infiorescenza: l'infiorescenza è più compatta (rispetto alla sottospecie vulparia) senza peli ghiandolari; è inoltre semplice e a portamento sempre eretto; la spiga terminale produce da 25 a 40 fiori su peduncoli la cui lunghezza in genere è minore della lunghezza del rispettivo fiore.
- Fiorisce da luglio ad agosto inoltrato
- Geoelemento: il tipo corologico (area di origine) è Orofita – Sud Europeo.
- Distribuzione: in Italia è presente comunemente su tutto il territorio (isole escluse). All'estero (nelle Alpi) si trova in Austria meridionale, mentre sugli altri rilievi europei si trova nel Massiccio del Giura, Massiccio Centrale, Pirenei, Alpi Dinariche, Monti Balcani e Carpazi.
- Habitat: l'habitat tipico di questa pianta sono i boschi di conifere, le forre ombrose e i popolamenti a felci. Il substrato preferito è sia calcareo che siliceo con pH basico-neutro, terreno ad alti valori nutrizionali che deve essere umido.
- Distribuzione altitudinale: sui rilievi queste piante si possono trovare dai 100 fino a 2100 m s.l.m.; frequentano quindi i seguenti piani vegetazionali: collinare, montano e subalpino.
- Fitosociologia: dal punto di vista fitosociologico la specie di questa voce appartiene alla seguente comunità vegetale[12]:

Formazione: delle comunità delle macro- e megaforbie terrestri
Classe: Mulgedio-Aconitetea
Ordine: Calamagrostietalia villosae
Alleanza: Adenostylion

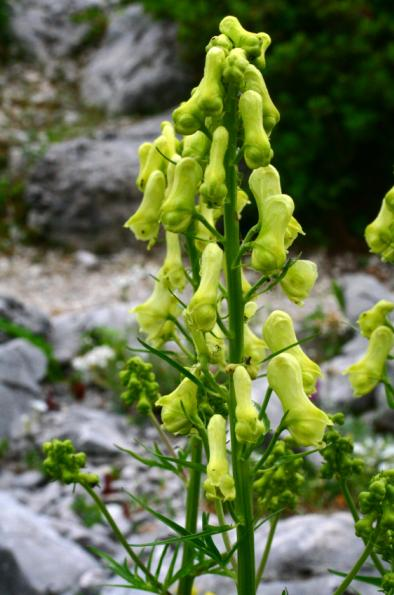
Il portamento Località: Giardino Botanico Alpino "Giangio Lorenzoni", Pian Cansiglio, Tambre d'Alpago (BL), 1000 m s.l.m. - 16/07/2009
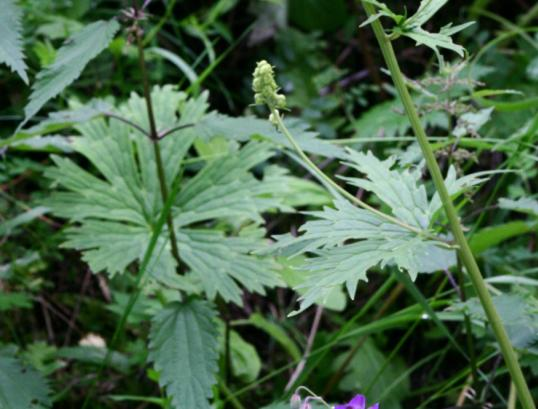
Le foglie Località: Giardino Botanico Alpino "Giangio Lorenzoni", Pian Cansiglio, Tambre d'Alpago (BL), 1000 m s.l.m. - 16/07/2009
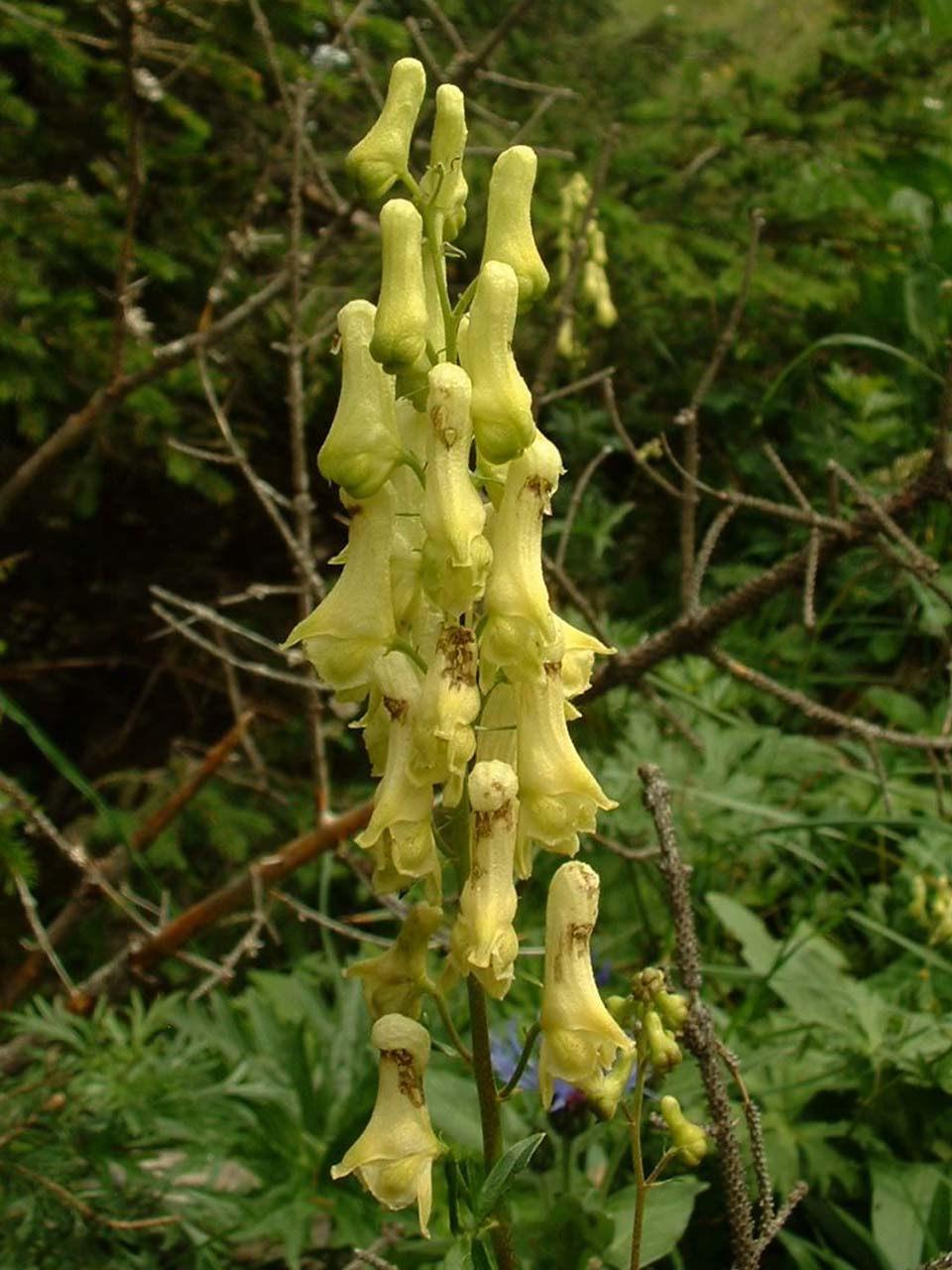
Infiorescenza
Località: Giardino Botanico Alpino "Giangio Lorenzoni", Pian Cansiglio, Tambre d'Alpago (BL), 1000 m s.l.m. - 16/07/2009
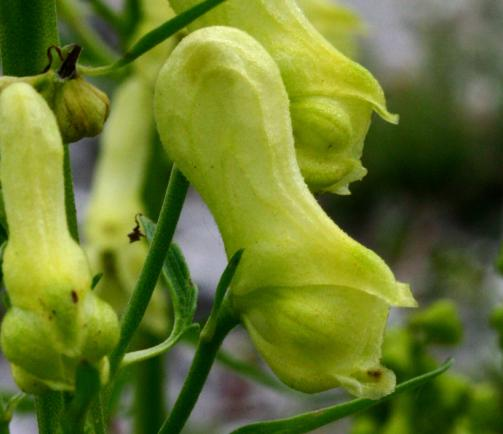
Fiori e frutti Località: Giardino Botanico Alpino "Giangio Lorenzoni", Pian Cansiglio, Tambre d'Alpago (BL), 1000 m s.l.m. - 12/08/2009

#### Sottospecievulparia

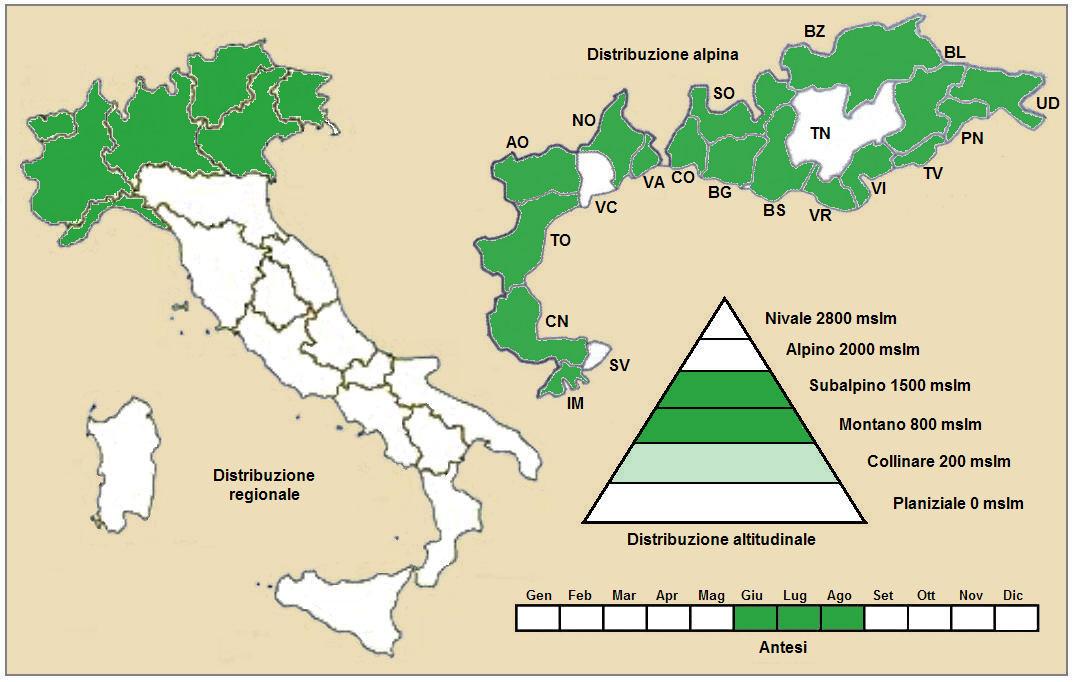
Distribuzione della pianta

- Denominazione scientifica: Aconitum lycoctonum L. subsp. vulparia (Rchb.) Nyman (1889).
- Basionimo: Aconitum vulparia Rchb. (1819)
- Nome comune: “Aconito vulparia”, “Aconito strozzalupo”, “Erba della volpe”. Questi nomi nascono da "lupata" o lupaia; tale denominazione può essere derivata dalla convinzione popolare che questa pianta fosse usata come cibo-esca per catturare i lupi[13].
- Altezza della pianta: da 4 a 12 dm.
- Foglie: il segmento mediano ha una lacinia (o lobo) centrale che è lunga al massimo come metà della lamina; contrariamente nella sottospecie neapolitanum questa lacinia è più lunga della metà della lamina; il colore delle foglie di questa sottospecie è verde scuro.
- Infiorescenza: l'infiorescenza è sia ramosa che fogliosa soprattutto alla base (quindi è un po' più “aperta” della sottospecie neapolitanum); si presenta pubescente-ghiandolosa (i peli sono vischiosi al tatto): la spiga terminale produce da 10 a 20 fiori su peduncoli arcuati lunghi 1 cm.
- Fiorisce da giugno ad agosto inoltrato
- Geoelemento: il tipo corologico (area di origine) è Orofita - Eurasiatico.
- Distribuzione: in Italia si trova frequentemente nelle Alpi (esclusa la zona del Trentino); in Europa è presente sui Carpazi e in genere nelle zone a media altitudine dell'Europa centro-settentrionale.
- Habitat: il suo habitat naturale è rappresentato dai margini dei boschi (pioppeti, ontaneti, frassineti e betuleti) in luoghi erbosi ma anche sassosi (forre montane); lungo sentieri e mulattiere. Non è presente nelle zone marine e pianeggianti. L'ambiente caratteristico è quello delle faggete, una delle formazioni forestali più stabili e diffuse sul territorio italiano miste in prevalenza di Faggio con Acero di monte e altre latifoglie del piano montano. Il substrato preferito è sia calcareo che siliceo con pH basico-neutro, terreno a valori medi nutrizionali che deve essere umido.
- Distribuzione altitudinale: sui rilievi queste piante si possono trovare dai 300 fino a 2100 m s.l.m.; frequentano quindi i seguenti piani vegetazionali: montano e subalpino.
- Fitosociologia: dal punto di vista fitosociologico la specie di questa voce appartiene alla seguente comunità vegetale[14]:

Formazione: delle comunità forestali
Classe: Carpino-Fagetea
Ordine: Fagetalia sylvaticae
- Il portamento 
Località: "Giardino Botanico delle Alpi Orientali", Monte Faverghera (BL), 1500 m s.l.m. - 23/06/2007
- Le foglie 
Località: "Giardino Botanico delle Alpi Orientali", Monte Faverghera (BL), 1500 m s.l.m. - 23/06/2007
- Infiorescenza
- Il fiore 
Località: "Giardino Botanico delle Alpi Orientali", Monte Faverghera (BL), 1500 m s.l.m. - 23/06/2007

### Ibridi
Con la specie Aconitum lupicida Rchb.  la pianta di questa voce forma il seguente ibrido interspecifico
- Aconitum × wraberi Starm.

### Sinonimi
Questa entità ha avuto nel tempo diverse nomenclature. L'elenco che segue indica alcuni tra i sinonimi più frequenti:
Sinonimi di Aconitum lycoctonum
Sinonimi della sottospecie neapolitanum;
- Aconitum fallax (Gren. & Godr.) Gáyer (1910)
- Aconitum lamarckii Rchb. (1825)
- Aconitum lycoctonum subsp. ranunculifolium (Rchb.) Schinz. & K.
- Aconitum lycoctonum var. theriophonum Fiori & Richb.
- Aconitum neapolitanum Ten.
- Aconitum pantocsekianum Degen & Bald. (1900)
- Aconitum platanifolium Degen & Gàyer
- Aconitum pyrenaicum L
- Aconitum ranunculifolium Rchb. (1840)
- Aconitum stenotomum Borbás (1893)
- Aconitum vulparia Rchb. subsp.neapolitanum Muñoz Garm.
- Aconitum wagneri Degen (1800)

Sinonimi della sottospecie vulparia;
- Aconitum altissimum Miller (1768)
- Aconitum croaticum Degen & Gáyer (1906)
- Aconitum gracilescens Gáyer (1910)
- Aconitum lasianthum (Rchb.) Simonk. (1886)
- Aconitum laxiflorum (DC.) Rchb. (1820)
- Aconitum lycoctonum Auct. Fl. Ital.
- Aconitum pauciflorum Host (1831)
- Aconitum penninum (Ser.) Gáyer (1910)
- Aconitum puberulum (Ser.) Grint. (1910)
- Aconitum thalianum (Wallr.) Gáyer (1910)
- Aconitum thelyphonum Reichenb. (1819)
- Aconitum velebiticum Degen (1906)
- Aconitum velutinum (Rchb.) Grint. (1953)
- Aconitum vulparia Rchcb.

Altri sinonimi:
- Aconitum besseranum Andrz. ex Trautv.
- Aconitum besserianum Andrz. ex Trautv.
- Aconitum excelsior Rchb.
- Aconitum hosteanum Schur
- Aconitum lasiostomum Rchb. ex Besser
- Aconitum lupicida Rchb.
- Aconitum moldavicum Hacq.
- Aconitum rogowiczii E.D.Wissjul.
- Aconitum septentrionale Koelle
- Aconitum toxicarium Salisb. (1796)

### Specie simili
Gli aconiti sono fiori di facile identificazione, e quelli gialli (almeno in Italia) sono praticamente di due specie (a parte le varietà): anthora e lycoctonum. Si distinguono soprattutto per le dimensioni dell'elmo: in lycoctonum (comprese varietà come vulparia, neapolitanum e lamarckii ormai inclusa in lycoctonum) l'elmo è 2 – 3 volte più alto che largo; mentre in anthora l'elmo è alto quanto largo.

## Usi

### Farmacia
È una pianta velenosa (contiene alcaloidi e glucosidi – e in parte anche l'aconitina). I suoi fiori sono tra i più tossici della flora spontanea italiana. I sintomi per avvelenamento di questa pianta sono nausea, vomito, diarrea, bradicardia, aritmia e infine arresto cardiaco e morte. Anche il semplice contatto con le mani può essere pericoloso. Nella medicina popolare, anticamente, veniva usata per i suoi effetti antidolorifici, sedativi e calmanti. Altre proprietà delle radici opportunamente essiccate sono: antinfiammatorie (attenua uno stato infiammatorio), antireumatiche (attenua i dolori dovuti all'infiammazione delle articolazioni), vermifuga (elimina i vermi intestinali), diaforetica (agevola la traspirazione cutanea) e analgesica (attenua il dolore in generale). Si possono preparare anche prodotti galenici (per altri usi) come tintura e vari estratti idroalcoolici.

### Giardinaggio
Queste piante vengono soprattutto coltivate come fiori ornamentali grazie all'elegante contrasto tra i fiori e il ricco e decorativo fogliame. Sono piante rustiche (di facile impianto e mantenimento) e si adattano a qualsiasi tipo di terreno. Superano facilmente i rigori dell'inverno.